# Бумежмажен, Мира
Мира́ Бумежмаже́н (фр. Mira Boumejmajen; 6 июня 1995 года, Вьерзон) — французская гимнастка.

## Карьера
На Олимпийских играх в Лондоне Мира участвовала в четырёх дисциплинах спортивной гимнастики — командное первенство, вольные упражнения, разновысокие брусья и упражнения на бревне. Ей не удалось попасть в финальные соревнования, команда Франции стала одиннадцатой, в вольных Бумежмажен была 60-й, на разновысоких брусьях 43-й, на бревне 49-й.